# Férfi 5000 méteres rövidpályásgyorskorcsolya-váltó az 1992. évi téli olimpiai játékokon
Az 1992. évi téli olimpiai játékokon a rövidpályás gyorskorcsolya férfi 5000 méteres váltó versenyszámának előfutamait és elődöntőit február 18-án, a döntőt február 22-én rendezték. Az aranyérmet a dél-koreai csapat nyerte meg. A versenyszámban nem vett részt magyar csapat.
A rövidpályás gyorskorcsolya először szerepelt a téli olimpia hivatalos programjában, így ezt a versenyszámot először rendezték meg.

## Rekordok
A versenyt megelőzően a következő rekord volt érvényben:
| Világrekord | Dél-Korea (KOR) | 7:20,63 | Harbin, Kína | 1991. december 1. |

A versenyen új világrekord született, amely elsőként megrendezett versenyszámként egyben olimpiai rekord is lett. A rekordok a következők szerint alakultak:
| Dél-Korea (KOR) | 7:14,07 | Albertville, Franciaország | 1994. február 18. | Világ- és olimpiai rekord |
| Dél-Korea (KOR) | 7:14,02 | Albertville, Franciaország | 1994. február 22. | Világ- és olimpiai rekord |

## Eredmények
Az előfutamból az első két helyezett, valamint a két legjobb időt elért csapat jutott az elődöntőbe. Az elődöntőből az első két helyezett jutott az A-döntőbe, a harmadik és negyedikek a B-döntőbe kerültek.
A rövidítések jelentése a következő:
| - Q: továbbjutás helyezés alapján - q: továbbjutás időeredmény alapján | - QA: az A-döntőbe jutott - QB: a B-döntőbe jutott - WR: világrekord |

### Előfutamok
| Helyezés | Csapat               | Idő      | Mj       |
| 1. futam | 1. futam             | 1. futam | 1. futam |
| -------- | -------------------- | -------- | -------- |
| 1.       | Dél-Korea (KOR)      | 7:14,07  | Q, WR    |
| 2.       | Ausztrália (AUS)     | 7:15,10  | Q        |
| 3.       | Kanada (CAN)         | 7:15,25  | q        |
| 2. futam |                      |          |          |
| 1.       | Nagy-Britannia (GBR) | 7:27,87  | Q        |
| 2.       | Olaszország (ITA)    | 7:28,32  | Q        |
| 3.       | Franciaország (FRA)  | 7:38,32  | q        |
| 3. futam |                      |          |          |
| 1.       | Új-Zéland (NZL)      | 7:21,31  | Q        |
| 2.       | Japán (JPN)          | 7:22,43  | Q        |
| 3.       | Belgium (BEL)        | 8:32,51  |          |

### Elődöntők
| Helyezés | Csapat               | Idő      | Mj       |
| 1. futam | 1. futam             | 1. futam | 1. futam |
| -------- | -------------------- | -------- | -------- |
| 1.       | Dél-Korea (KOR)      | 7:20,57  | QA       |
| 2.       | Új-Zéland (NZL)      | 7:22,38  | QA       |
| 3.       | Franciaország (FRA)  | 7:26,09  | QB       |
| 4.       | Ausztrália (AUS)     | 7:32,57  | QB       |
| 2. futam |                      |          |          |
| 1.       | Japán (JPN)          | 7:22,84  | QA       |
| 2.       | Kanada (CAN)         | 7:24,69  | QA       |
| 3.       | Nagy-Britannia (GBR) | 7:29,40  | QB       |
| 4.       | Olaszország (ITA)    | 7:32,80  | QB       |

### B-döntő
| Helyezés | Csapat               | Idő     | Mj |
| -------- | -------------------- | ------- | -- |
| 1.       | Franciaország (FRA)  | 7:26,09 |    |
| 2.       | Nagy-Britannia (GBR) | 7:29,46 |    |
| 3.       | Ausztrália (AUS)     | 7:32,57 |    |
| 4.       | Olaszország (ITA)    | 7:32,80 |    |

### A-döntő
| Helyezés | Csapat          | Idő     | Mj |
| -------- | --------------- | ------- | -- |
| Arany    | Dél-Korea (KOR) | 7:14,02 | WR |
| Ezüst    | Kanada (CAN)    | 7:14,06 |    |
| Bronz    | Japán (JPN)     | 7:18,18 |    |
| 4.       | Új-Zéland (NZL) | 7:18,91 |    |

### Végeredmény
| Helyezés | Csapat                                                                                                  |
| -------- | --- |
| Arany    | Dél-Korea (KOR) · Kim Kihun · I Csunho · Szong Csegun · Mo Csiszu                                       |
| Ezüst    | Kanada (CAN) · Frédéric Blackburn · Laurent Daignault · Michel Daignault · Sylvain Gagnon · Mark Lackie |
| Bronz    | Japán (JPN) · Akaszaka Júicsi · Isihara Tacujosi · Kavai Tosinobu · Kavaszaki Cutomu                    |
| 4.       | Új-Zéland (NZL) · Mike McMillen · Andrew Nicholson · Chris Nicholson · Tony Smith                       |
| 5.       | Franciaország (FRA) · Marc Bella · Arnaud Drouet · Rémi Ingres · Claude Nicouleau                       |
| 6.       | Nagy-Britannia (GBR) · Nicky Gooch · Stuart Horsepool · Matthew Jasper · Wilf O’Reilly                  |
| 7.       | Ausztrália (AUS) · Steven Bradbury · Kieran Hansen · Andrew Murtha · Richard Nizielski                  |
| 8.       | Olaszország (ITA) · Maurizio Carnino · Orazio Fagone · Hugo Herrnhof · Mirko Vuillermin                 |
| 9.       | Belgium (BEL) · Geert Blanchart · Alain De Ruyter · Geert De Jonghe · Franky Vanhooren                  |